# Décorations militaires de la Colombie
Les décorations militaires de la Colombie remontent à la fondation du pays. L’une des premières décorations fut l'Ordre de Boyacá, décernée aux généraux qui menèrent leurs troupes à la victoire lors de la bataille de Boyacá en 1819. Cette décoration est toujours la plus haute décoration accordée par l’État colombien. Il existe une décoration de plus grande valeur, mais elle n’est décernée que pour les conflits militaires pour la défense de la Colombie. En plus des décorations militaires, la Colombie décerne des décorations au nom du gouvernement, des décorations pour la police nationale et des décorations du Congrès de la république de Colombie.

## Ordre de priorité
L’ordre hiérarchique des distinctions militaires colombiennes, fixé par le décret n°4444 de 2010, modifié par le décret n°1070 de 2015 et avec les dernières modifications jusqu’au 7 décembre 2023 par le décret n°2115 de 2023, est le suivant :
- Ordre militaire de San Mateo
- Ordre de Boyacá
- Ordre de Saint-Charles
- Médaille pour service en temps de guerre à l'étranger
- Ordre du Mérite militaire Antonio Nariño
- Ordre du Mérite militaire José María Córdova
- Ordre du Mérite naval Almirante Padilla
- Croix du Mérite aéronautique de l'Armée de l'air
- Ordre du Mérite sanitaire José Fernández Madrid
- Ordre de l'Étoile de police
- Ordre militaire du 13 juin
- Médaille militaire de la vaillance
- Médaille militaire des blessés au combat
- Médaille du service distingué en ordre public
- Ordre Croix du mérite policier
- Ordre du Mérite colonel Guillermo Fergusson
- Médaille militaire Francisco José de Caldas
- Médaille pour temps de service (40 ; 35 ; 30 ; 25 ; 20 ; 15)
- Médaille « Foi en la Cause » du Commandement Général des Forces Militaires
- Médaille militaire « Foi dans la cause » de l’Armée nationale
- Médaille militaire « Foi dans la cause » de la Marine nationale
- Médaille militaire « Foi dans la cause » de l’armée de l’air colombienne
- Médaille militaire pour services distingués rendus aux forces militaires de Colombie
- Médaille militaire de la Campagne du Sud
- Médaille du service distingué des opérations spéciales
- Médaille du service distingué dans les opérations de lutte contre le terrorisme
- Médaille militaire « Croix d’argent en opérations spéciales »
- Médaille militaire « Service distingué dans les opérations de lutte contre le trafic de stupéfiants dans la catégorie unique »
- Médaille militaire « Soldado Juan Bautista Solarte Obando »
- Médaille militaire « Ministère de la Défense Nationale »
- Médaille « Services distingués rendus à la Marine nationale »
- Médaille « Marco Fidel Suárez »
- Médaille « Bataille d’Ayacucho »
- Médaille de Saint-Georges
- Médaille « Santa Barbara »
- Médaille « Tour de Castille »
- Médaille « San Gabriel »
- Médaille du Mérite Logistique et Administratif « Général Francisco de Paula Santander »
- Médaille « Général de brigade Ricardo Charry Solano »
- Médaille militaire « Saint Michel Archange »
- Médaille militaire « Service distingué dans les opérations aériennes »
- Médaille du centenaire « Services distingués au recrutement Simona Duque de Alzate »
- Médaille « Service distingué à la Force de surface »
- Médaille du service distingué du Corps des Marines
- Médaille « Service distingué à la Force sous-marine »
- Médaille pour services distingués de l’Aviation navale
- Médaille du service distingué de la Garde côtière
- Médaille du service distingué au renseignement naval
- Médaille « Services distingués au génie naval »
- Médaille du Mérite Logistique et Administratif « Contre-amiral Rafael Tono »
- Médaille « Services distingués à la Direction Générale des Affaires Maritimes »
- Médaille « Águila de Gules »
- Médaille « Service distingué à la sécurité et à la défense des bases aériennes »
- Médaille du service distingué du renseignement aérien
- Médaille « Service distingué à la défense aérienne et à la navigation aérienne »
- Médaille « Services distingués rendus au corps logistique et administratif »
- Médaille de la science et de la technologie
- Médaille « Services méritoires rendus aux dirigeants juridiques et aux droits de l’homme et au droit international humanitaire »
- Médaille militaire « Service distingué à la justice pénale militaire »
- Médaille « Ordre de la liberté personnelle »
- Médaille Militaire « Escuela Superior de Guerra »
- Médaille militaire « Mérite de la Réserve »
- Médaille militaire « Général José Hilario López Valdés »
- Médaille militaire « École militaire des cadets »
- Médaille militaire « École militaire du centenaire des cadets général José María Córdova »
- Médaille militaire « Bicentenaire du génie militaire »
- Médaille des services distingués à l’école des cadets de marine Almirante Padilla
- Médaille militaire « Services méritoires Gardien du renseignement militaire de la patrie »
- Médaille militaire de l’école des sous-officiers de l’armée « Sergent Inocencio Chincá »
- Médaille « Service distingué à l’École navale des sous-officiers »
- Médaille « Service distingué à l’école de formation du Corps des Marines »
- Médaille « Services distingués à l’École des sous-officiers - CTAndrés MDíaz Díaz » de l’armée de l’air colombienne
- Médaille « Ecole des Lanciers »
- Médaille militaire « Garde d’honneur de Colombie »
- Médaille militaire « École d’armes et de services José Celestino Mutis Bossio »
- Médaille militaire de l’École des soldats professionnels « Lieutenant-général Gustavo Rojas Pinilla »
- Médaille militaire « Honneur pour service accompli »
- Médaille de la Garde présidentielle
- Médaille de la Police Militaire « Général Tomás Cipriano de Mosquera »
- Médaille « Cadete José María Rosillo »
- Médaille « Elève distingué de l’Ecole des Sous-Officiers de l’Armée Nationale »
- Médaille « Ancien élève distingué de l’École navale des sous-officiers »
- Médaille militaire « Ancien élève distingué de l’école de formation du Corps des Marines »
- Médaille de la Vertu « Capitaine José Edmundo Sandoval »
- Médaille des Sports de la Force Publique
- Médaille militaire « Saint Raphaël Archange »
- Médaille militaire de déminage « Soldat professionnel Wilson de Jesús Martínez Jaraba »
- Médaille militaire « Bicentenaire de la campagne de libération »
- Médaille militaire « Bicentenaire de la cavalerie »
- Médaille militaire « Protecteurs de l’épée du libérateur ».
- Médaille militaire « Simona Amaya »
- Médaille militaire « Bicentenaire de la logistique militaire »
- Médaille militaire « Cœur bleu ».
- Médaille militaire « École militaire d’aviation Alma Mater »
- Médaille militaire « Services distingués rendus au développement des opérations et activités spatiales AD ASTRA »
- Médaille militaire « Services distingués rendus à l’action intégrale »
- Médaille militaire « À l’esprit du bicentenaire de la Marine nationale de la République de Colombie »
- Médaille militaire « Services distingués rendus à la plongée dans la Marine nationale »